# 杰夫·麦克勒
傑夫·麥克勒（英語：Jeffrey Mackler，？—）是一名出生于美國圣弗朗西斯科的活動家，也是托洛茨基主义政黨社會主義行動的全國書記，曾代表該黨參選2006年美國參議院加利福尼亞州代表議員，同年亦成為該黨的總統選舉的總統候選人，得到自由社會黨的支持；而兩次選舉中，麥克勒都只能手寫獲得選票。2019年，他宣布代表社會主義行動競逐2020年美國總統選舉總統職務。
麥克勒在安提阿學院畢業後，創立了北加利福尼亞州氣候動員組織，是加利福尼亞州海沃德美國教師聯盟的長期教師和工會活動家，也是自由穆米亞·阿布·賈馬爾的動員主任。